# Remer, Minnesota
Remer är en ort i Cass County i delstaten Minnesota, USA.